# Heinrich LXIV. (Reuß-Köstritz)

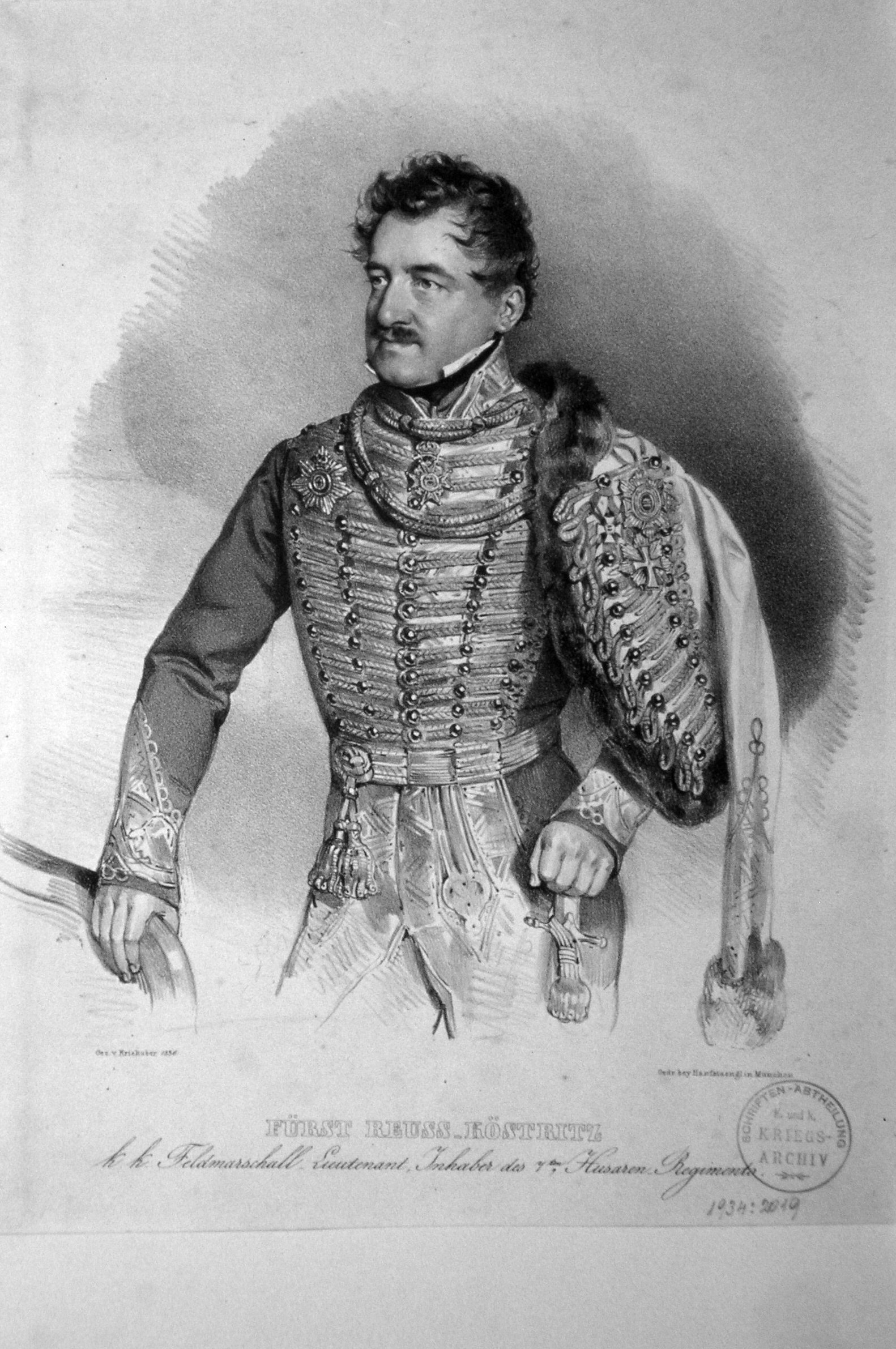
Heinrich LXIV Reuss-Köstnitz, Lithographie von Josef Kriehuber, 1836

Heinrich LXIV. Reuß (* 31. März 1787 in Köstritz; † 15. September 1856 in Ernstbrunn) war Fürst Reuß zu Köstritz.

## Leben
Heinrich LXIV. war der jüngere Sohn des Fürsten Heinrich XLIII. Reuß zu Köstritz (älterer Zweig) und dessen Gemahlin Gräfin Luise Reuß zu Ebersdorf. Er folgte 1814 seinem Vater, nachdem sein älterer Bruder Heinrich LXI. 1813 gefallen war, als 4. Paragiatsherr.
Nachdem der Heinrich an der Universität Jena seine Studien beendet und sich dann für den Militärstand vorbereitet hatte, trat er am 28. April 1804 in die kaiserlich österreichische Armee ein, wo er als Unterlieutenant in das Infanterie-Regiment Nr. 47 (Graf Kinsky) kam. Bereits im November 1804 wurde er als Rittmeister in das Husaren-Regiment Blankenstein versetzt, mit welchem er den Feldzug von 1805 nach Deutschland mitmachte.
Mit Beginn des Feldzuges von 1809 wurde er in den großen Generalstab versetzt und unter gleichzeitiger Beförderung zum Major als Flügeladjutant dem Generalissimus Erzherzogs Karl zugeteilt. Er kämpfte in der Schlacht bei Aspern, dort führte er das Regiment Reuß-Plauen zum Angriff auf Aspern in der rechten Flanke dieses Ortes. Er verlor sein Pferd, führte die Truppe zu Fuß, und nach einem stundenlangen erbitterten Kampf eroberte die Truppe mit den Regimentern Vogelsang und Rainer den Ort und hielt denselben gegen alle weiteren Angriffe. Er erhielt für seine Verdienste um das Haus Österreich das Ritterkreuz des Maria-Theresia-Ordens. Er kämpfte in der Schlacht bei Wagram und hatte am Zustandekommen des Waffenstillstands von Znaim nicht unwesentlichen Anteil.
Nachdem Erzherzog Karl den Oberbefehl verloren hatte, verließ Heinrich die österreichische Armee als Oberstleutnant. Er ging nach England und kämpfte weiter gegen Napoleon. Er erhielt als Oberstleutnant das Kommando über ein Jäger-Bataillon in der King’s German Legion. Er kämpfte in Spanien unter Wellington und folgte dem Herzog bis nach Frankreich. Als sein Vater Heinrich XLIII. 22. September 1814 starb, folgte er ihm und vertrat Reuß-Köstritz auch auf dem Wiener Kongress.
Nach der Rückkehr Napoleons von Elba trat der Fürst wieder in die kaiserliche Armee, und zwar als Oberstleutnant im 11. Infanterie-Regiment (Erzherzog Rainer). Er machte im Sommerfeldzug von 1815 nur die Belagerung von Hüningen mit und begab sich sodann mit seinem Regiment in das Lager von Dijon. Später wurde der Fürst Oberst im 6. Husaren-Regiment, welches er 11 Jahre kommandierte. Dort wurde er zum Generalmajor befördert.
Fürst Heinrich LXIV. wurde 1836 zum Feldmarschallleutnant und Inhaber des 7. Husaren-Regiments. In diesem Rang wurde er Kommandierender General, zuerst in Slavonien und Syrmien, später in Mähren und Schlesien. Am 1. Dezember 1848 trat er als General der Kavallerie in den Ruhestand. Er lebte danach zurückgezogen auf seinem Schloss Ernstbrunn aus dem Besitz des Fürsten von Sinzendorf, das er 1828 geerbt hatte.
Mit seinem älteren Bruder, der auf Seiten Napoleons kämpfte, war er übereingekommen nur Kommandos weitab voneinander zu übernehmen, damit beide sich nie im Felde als Feind gegenüberstünden.
Heinrich LXIV. starb 1856 unverheiratet. Als Fürst Reuß zu Köstritz (älterer Zweig) folgte ihm sein Cousin Heinrich LXIX.